# Socket di dominio locale
Con socket di dominio locale o socket locale, in informatica, si intende un'estremità di un canale di comunicazione interprocesso con funzionamento analogo a una connessione di rete, ma basato sulla condivisione di dati nel file system. Poiché tale canale di comunicazione non è implementato su protocolli di rete, può essere usato solo per la comunicazione fra processi residenti sullo stesso host. Socket locali di questo genere si trovano nei sistemi operativi POSIX e Unix, e sono note in ciascuno di questi contesti con denominazioni specifiche, come socket di dominio Unix (Unix domain socket) o socket di IPC locale POSIX (POSIX local IPC socket).